# Саудовская Аравия на летних Олимпийских играх 1984
Королевство Саудовская Аравия на Олимпиаде 1984 года была представлена 37 спорстменами-мужчинами в 11 дисциплинах в 5 видах спорта. Самым молодым участником Игр из Саудовской Аравии был стрелок из лука Мансур Аль-Хамад (17 лет 86 дней), самым старым — футболист Салех Халифа Аль-Досари (30 лет 89 дней).

## Стрельба из лука
Стрелки из лука из Саудовской Аравии в первый раз в своей истории участвовали в Олимпиаде, страну представляли трое мужчин. Двое заняли последние места и лишь Мансур Аль-Хамад смог набрать на одно очко больше чем Лхендуп Церинг из Бутана.
Индивидуальные соревнования среди мужчин:
- Мансур Аль-Хамад — 1998 очков (→ 59 место)
- Фейсал аль-Басам — 1993 баллов (→ 61-е место)
- Юсеф Джавдат — 1716 очков (→ 62 место)

## Велоспорт
Саудовскую Аравию представляли шесть велосипедистов.
Групповая гонка (мужчины):
- Абдулла аш-Шай — не финишировал (→ нет рейтинга)
- Хасан Аль-Абси — не финишировал (→ нет рейтинга)
- Али аль-Газави — не финишировал (→ нет рейтинга)
- Мохаммед Аль-Шанкити — не финишировал (→ нет рейтинга)

Командная раздельная гонка (мужчины):
- Хасан Аль-Абси, Ахмед Аль-Салех, Мохаммед Аль-Шанкити, Раджаб Мокбил (24-е место)

## Фехтование
Саудовскую Аравию на Играх 1984 года представляли семь фехтовальщиков.
Рапира (личное первенство):
- Маджед Абдул Рахим Хабиб Улла (42-е место)
- Халед Фахд Аль-Рашид (46-е место)
- Абдулла аль-Завайед (49-е место)

Шпага (личное первенство):
- Джамиль Мохамед Бубашит (52-е место)
- Мохамед Ахмед Абу Али (56-е место)
- Рашид Фахд аль-Рашид (58—60-е места)

Шпага (командное первенство):
- Мохамед Ахмед Абу Али, Рашид Фахд аль-Рашид, Джамиль Мохамед Бубашит, Насар аль-Досари (15-е место)

## Футбол
Олимпийская сборная Саудовской Аравии по футболу дебютировала на Олимпиаде, получив право играть в Лос-Анджелесе по итогам Олимпийского отборочного турнира АКФ. Нападающий саудитов Мохайсен Мубарак Аль-Джаман Аль-Досари оказался самым молодым игроком олимпийского футбольного турнира (18 лет 115 дней). Заняв по итогам предварительного раунда в группе C последнее четвёртое место, саудиты не смогли пробиться в четвертьфинал и на этом завершили своё дебютное выступление на олимпийском футбольном турнире.

## Стрельба
Скорострельный пистолет, 25 м:
- Сафак Аль-Анзи — 46—48-е места
- Саид Аль-Асиби — 50-е место

Пневматический пистолет, 10 м:
- Халед Аль-Харти — 50-е место

Малокалиберная винтовка по движущейся мишени, 50 м:
- Манхи Аль-Мутайри — 48—49-е места

Малокалиберная винтовка лёжа, 50 м:
- Талак Аль-Отайби — 52—54-е места
- Абдулла Аль-Усайми — 55—6-е места